# Hazel Henderson
Hazel Henderson (* 27. März 1933 in Bristol, Vereinigtes Königreich; † 22. Mai 2022 in St. Augustine, Florida, Vereinigte Staaten) war eine US-amerikanische Zukunftsforscherin und Expertin für alternative Ökonomie. Sie war Verfasserin mehrerer Bücher und weltweit als Kolumnistin für Zeitungen und Zeitschriften tätig sowie Beraterin für Fragen der nachhaltigen Entwicklung.

## Leben
Nachdem Hazel Henderson mit 16 Jahren die Schule abgeschlossen hatte, arbeitete sie im Einzelhandel und schließlich in der Hotellerie in England und der Karibik. 1956 kam sie in die USA, wo sie 1962 eingebürgert wurde. Bis 1971 lebte sie in New York, wo sie 1964 eine der ersten New Yorker Umweltorganisationen mitorganisierte.
Diese Zeit und ihre Motivationen beschreibt sie im Vorwort eines ihrer Bücher wie folgt:

“Today, humanity's problems are mounting. [...]
I tried to understand, predict, interpret to others and to organize politically for the changes I was sure must come as the mass consumption joyride of Americans collided with global population/resource realities. In 1964 I began my own self-education (there were few college courses then in these matters) concerning this needed transformation of our economy and technology.
At the same time, I began to express my active concern when I joined with some other worried citizens and mothers of small children in New York City to form an organization called Citizens for Clean Air. I soon learned that if the air was to remain breathable and the environment  life-sustaining for my infant daughter during her lifetime, I and other citizens would have to commit ourselves to a process of learning about the complex, interdependent, urban, industrial societies in which we lived and about the basic assumptions on which their technical and economic system were founded. I also discovered in studying ecology, economics, corporate behavior, mass media and our sociopolicical system that many of the traditional assumptions about economic growth, recource exploitation and competition were literally killing us.”

„Die Menschheit steht heute vor wachsenden Problemen. [...]
Ich versuchte diese zu verstehen, vorherzusagen und anderen zu erklären sowie die Veränderungen politisch zu organisieren, von denen ich sicher war, dass sie kommen müssen, denn der Konsumrausch der Amerikaner kollidiert mit der globalen Bevölkerungs- und Rohstoffwirklichkeit. 1964 begann ich mein Selbststudium (es gab kaum Vorlesungen zu diesen Themen) über den nötigen Wandel unserer Wirtschaft und Technologie. Zur gleichen Zeit zeigte ich mein aktives Interesse, indem ich mit anderen besorgten New Yorker Bürgern und Müttern kleiner Kinder eine Organisation aufbaute, die sich Citizens for Clean Air (Bürger für saubere Luft) nannte. Mir wurde bald klar, dass ich und die anderen Bürger mehr lernen mussten über die komplexe, verflochtene, urbane, industrielle Gesellschaft in der wir lebten, und über ihre Grundannahmen, auf welchen ihre technischen und wirtschaftlichen Systeme basierten, wenn die Luft zu Lebzeiten meiner kleinen Tochter atembar und die Umwelt lebenserhaltend bleiben sollte. In meinem Studium von Ökologie, Ökonomie, Unternehmensverhalten, Massenmedien und unseres soziopolitischen Systems erkannte ich bald, dass viele traditionellen Annahmen über Wirtschaftswachstum, Ressourcenausbeutung und Wettbewerb buchstäblich dabei sind, uns zu töten.“

Sie schrieb sich in Volks- und Betriebswirtschaftslehre ein und freundete sich mit E. F. Schumacher an. Enttäuscht von der herrschenden Lehrmeinung, begann sie damit, selbst Artikel zu verfassen, in denen sie für alternative Produktionswege und Ressourcenverteilungen plädierte. An der Universität von Santa Barbara war sie Dozentin des Verwaltungsrates und an der Universität von Berkeley hatte sie den Horace-Albright-Lehrstuhl für Umweltschutz  inne. Ihr erster Artikel erschien 1967, danach hat sie mehrere Bücher und zahlreiche Artikel veröffentlicht.
Als Autodidaktin brachte sich Henderson den Großteil ihres Wissens selbst bei, sie las Smith und Keynes; ihre Arbeiten sind weitgehend frei von akademischen Fachtermini und Formeln und damit einer breiten Leserschaft zugänglich.

## Aktivitäten
Von 1974 bis 1980 war Hazel Henderson Beraterin des Office of Technology Assessment und der National Science Foundation zu Fragen der Technologiefolgenabschätzung. Sie war aktives Mitglied des National Press Club, des Social Venture Network, der World Future Society und der World Futures Study Federation.
Sie gehörte dem Vorstand des Worldwatch Institute an. Sie war Mitglied der Fachbeiräte des Calvert Social Investment Fund, der Cousteau Society, des Council on Economic Priorities und der New Economics Foundation und des Club of Rome.
Sie war Mitherausgeberin von WorldPaper, Futures Research Quarterly, World Business Academic Perspectives, E: The Environmental Magazine sowie Resurgence and Futures.
Sie war Mitglied der World Business Academy und der Global Commission to Fund the United Nations und Unterstützerin des Global Marshall Plan.
Henderson war Mitglied der Jury des Petra-Kelly-Preises der Heinrich-Böll-Stiftung.

## Auszeichnungen
1967 wurde sie als Bürger des Jahres der Stadt New York mit dem Citizen of the Year Award ausgezeichnet, 1977 wurde ihr die Ehrendoktorwürde des Worcester Polytechnic Institute für ihre Arbeiten auf dem Gebiet der alternativen Ökonomie und Technologie verliehen, und 1996 wurde ihr gemeinsam mit dem Friedensnobelpreisträger A. Pérez Esquivel der Global Citizen Award verliehen.

## Werke
- Ethical Markets: Growing the Green Economy, Chelsea Green Publishing, 2006, ISBN 978-1-933392-23-3
- Daisaku Ikeda coauthor, Planetary Citizenship, Middleway Press, 2004, ISBN 978-0-9723267-2-8, 256 Seiten
- Hazel Henderson et al., Calvert-Henderson Quality of Life Indicators, Calvert Group, 2000, ISBN 978-0-9676891-0-4, 392 Seiten
- Beyond Globalization. Kumarian Press, 1999, ISBN 978-1-56549-107-6, 88 Seiten
- Building a Win-Win World. Berrett-Koehler Publishers, 1995, ISBN 978-1-57675-027-8, 320 Seiten
- Creating Alternative Futures. Kumarian Press, 1996, ISBN 978-1-56549-060-4, 430 Seiten (Originalausgabe, Berkley Books, NY, 1978)
- Hazel Henderson et al., The United Nations: Policy and Financing Alternatives. Global Commission to Fund the United Nations, 1995, ISBN 978-0-9650589-0-2, 269 Seiten
- Paradigms in Progress. Berrett-Koehler Publishers, 1995, ISBN 978-1-881052-74-6, 293 Seiten (Originalausgabe, Knowledge Systems, 1991)
- Redefining Wealth and Progress: New Ways to Measure Economic, Social, and Environmental Change : The Caracas Report on Alternative Development Indicators. Knowledge Systems Inc., 1990, ISBN 978-0-942850-24-6, 99 Seiten
- The Politics of the Solar Age. Knowledge Systems Inc., 1988, ISBN 978-0-941705-06-6, 433 Seiten (Originalausgabe, Doubleday, NY, 1981)